# Исхакова, Айше Якубовна
Айше́ Яку́бовна Исха́кова (крымскотат. Ayşe Yaqub qızı İshaqova, Айше Якъуб къызы Исхакъова, 3 [15] апреля 1888, Санкт-Петербург — не ранее 1931) — крымскотатарский педагог, этнограф, исследователь культуры крымских народов, деятель тюрко-мусульманского женского движения Крыма.

## Биография
Родилась 3 (15) апреля 1888 года в Санкт-Петербурге.
Являлась известной среди крымских татар учительницей и организатором татарских профессиональных школ. В 1917 году в Симферополе на ул. Кладбищенской (ныне Крылова) открыла частную крымскотатарскую прогимназию для девочек, став её директором, а также первый крымскотатарский детский сад. Принимала участие в революционных событиях 1917—1918 годов на полуострове, была членом Мусульманской партии, Временного Мусульманского исполкома и делегатом первого Курултая. Участвовала в деятельности партии Милли фирка. Летом 1917 года стала председателем Центрального мусульманского женского комитета Крыма. В сентябре того же года выступила с докладом «о сложном и бесправном положении национальных меньшинств России» на Киевском конгрессе федералистов (Съезде народов России), куда была делегирована Союзом крымскотатарских учителей.
В 1920-е годы работала научным сотрудником подотдела татарской этнографии Центрального музея Тавриды. 1 февраля 1926 года утверждена заведующей отделом этнографии музея, сменив на этой должности Н. Л. Эрнста. Совместно с Эрнстом занималась сбором, изучением, систематизацией данных коллекций домашней утвари, национальных костюмов и сельскохозяйственных орудий из фондов этнографического отдела. Проводила исследования быта симферопольских цыган, крымских татар. В сентябре 1926 года участвовала во Всесоюзной конференции археологов СССР и IV Всекрымской конференции музейных работников, проходивших в Керчи. В 1927 году под руководством Исхаковой осуществлялись этнографические экспедиции по изучению крымских цыган Симферополя и Перекопа. В 1928 году была уволена из музея.
С 28 февраля 1926 года — член Таврического общества истории, археологии и этнографии (ТОИАЭ). 3 октября 1927 года на 62-м заседании Общества зачитала доклад «Симферопольские цыганы-гурбеты». 15 января 1931 года присутствовала на последнем заседании ТОИАЭ. Дальнейшая судьба и время смерти неизвестны.